# Adam Wicenciak
Adam Wicenciak (27 de abril de 1989) es un deportista polaco que compitió en remo. Ganó dos medallas de plata en el Campeonato Europeo de Remo, en los años 2013 y 2017.

## Palmarés internacional
| Campeonato Europeo | Campeonato Europeo       | Campeonato Europeo | Campeonato Europeo |
| Año                | Lugar                    | Medalla            | Prueba             |
| ------------------ | ------------------------ | ------------------ | ------------------ |
| 2013               | Sevilla (España)         | Medalla de plata   | Cuatro scull       |
| 2017               | Račice (República Checa) | Medalla de plata   | Cuatro scull       |